# Grand Prix Formule 1 van China 2019
De Grand Prix Formule 1 van China 2019 werd gehouden op 14 april op het Shanghai International Circuit. Het was de derde race van het seizoen 2019. Het was tevens de duizendste race in de geschiedenis van de Formule 1.

## Vrije trainingen
- Er wordt enkel de top-5 weergegeven.

| Vrije training 1 | Pos | No | Coureur          | Constructeur   | Tijd     |
| ---------------- | --- | -- | ---------------- | -------------- | -------- |
| Vrije training 1 | 1   | 5  | Sebastian Vettel | Ferrari        | 1:33.911 |
| Vrije training 1 | 2   | 44 | Lewis Hamilton   | Mercedes       | 1:34.118 |
| Vrije training 1 | 3   | 16 | Charles Leclerc  | Ferrari        | 1:34.167 |
| Vrije training 1 | 4   | 33 | Max Verstappen   | Red Bull-Honda | 1:34.334 |
| Vrije training 1 | 5   | 77 | Valtteri Bottas  | Mercedes       | 1:34.653 |
| Vrije training 2 | Pos | No | Coureur          | Constructeur   | Tijd     |
| Vrije training 2 | 1   | 77 | Valtteri Bottas  | Mercedes       | 1:33.330 |
| Vrije training 2 | 2   | 5  | Sebastian Vettel | Ferrari        | 1:33.357 |
| Vrije training 2 | 3   | 33 | Max Verstappen   | Red Bull-Honda | 1:33.551 |
| Vrije training 2 | 4   | 44 | Lewis Hamilton   | Mercedes       | 1:34.037 |
| Vrije training 2 | 5   | 27 | Nico Hülkenberg  | Renault        | 1:34.096 |
| Vrije training 3 | Pos | No | Coureur          | Constructeur   | Tijd     |
| Vrije training 3 | 1   | 77 | Valtteri Bottas  | Mercedes       | 1:32.830 |
| Vrije training 3 | 2   | 5  | Sebastian Vettel | Ferrari        | 1:33.222 |
| Vrije training 3 | 3   | 16 | Charles Leclerc  | Ferrari        | 1:33.248 |
| Vrije training 3 | 4   | 44 | Lewis Hamilton   | Mercedes       | 1:33.689 |
| Vrije training 3 | 5   | 27 | Nico Hülkenberg  | Renault        | 1:33.974 |

## Kwalificatie
Valtteri Bottas behaalde zijn zevende pole position en start samen met Mercedes-teamgenoot Lewis Hamilton op de voorste rij. Het Ferrari-duo Sebastian Vettel en Charles Leclerc starten als derde en vierde. Red Bull-rijders Max Verstappen en Pierre Gasly starten als vijfde en zesde, nadat zij in het laatste deel van de kwalificatie te laat waren met het zetten van een verbeterde tijd. Renault start als zevende en achtste met hun rijders Daniel Ricciardo en Nico Hülkenberg. De top 10 wordt afgesloten door het Haas-duo Kevin Magnussen en Romain Grosjean, die net als de Red Bull-coureurs te laat waren met het neerzetten van een snelle ronde in het laatste deel van de kwalificatie en zo in dit deel geen volledige ronde hadden afgelegd.
| Pos                 | No | Coureur            | Constructeur              | Q1        | Q2       | Q3        | Grid |
| ------------------- | -- | ------------------ | ------------------------- | --------- | -------- | --------- | ---- |
| 1                   | 77 | Valtteri Bottas    | Mercedes                  | 1:32.658  | 1:31.728 | 1:31.547  | 1    |
| 2                   | 44 | Lewis Hamilton     | Mercedes                  | 1:33.115  | 1:31.637 | 1:31.570  | 2    |
| 3                   | 5  | Sebastian Vettel   | Ferrari                   | 1:33.557  | 1:32.232 | 1:31.848  | 3    |
| 4                   | 16 | Charles Leclerc    | Ferrari                   | 1:32.712  | 1:32.324 | 1:31.865  | 4    |
| 5                   | 33 | Max Verstappen     | Red Bull-Honda            | 1:33.274  | 1:32.369 | 1:32.089  | 5    |
| 6                   | 10 | Pierre Gasly       | Red Bull-Honda            | 1:33.863  | 1:32.948 | 1:32.930  | 6    |
| 7                   | 3  | Daniel Ricciardo   | Renault                   | 1:33.709  | 1:33.214 | 1:32.958  | 7    |
| 8                   | 27 | Nico Hülkenberg    | Renault                   | 1:33.644  | 1:32.968 | 1:32.962  | 8    |
| 9                   | 20 | Kevin Magnussen    | Haas-Ferrari              | 1:34.036  | 1:33.150 | geen tijd | 9    |
| 10                  | 8  | Romain Grosjean    | Haas-Ferrari              | 1:33.752  | 1:33.156 | geen tijd | 10   |
| 11                  | 26 | Daniil Kvjat       | Toro Rosso-Honda          | 1:33.783  | 1:33.236 |           | 11   |
| 12                  | 11 | Sergio Pérez       | Racing Point-BWT Mercedes | 1:34.026  | 1:33.299 |           | 12   |
| 13                  | 7  | Kimi Räikkönen     | Alfa Romeo-Ferrari        | 1:34.125  | 1:33.419 |           | 13   |
| 14                  | 55 | Carlos Sainz jr.   | McLaren-Renault           | 1:33.686  | 1:33.523 |           | 14   |
| 15                  | 4  | Lando Norris       | McLaren-Renault           | 1:34.148  | 1:33.967 |           | 15   |
| 16                  | 18 | Lance Stroll       | Racing Point-BWT Mercedes | 1:34.292  |          |           | 16   |
| 17                  | 63 | George Russell     | Williams-Mercedes         | 1:35.253  |          |           | 17   |
| 18                  | 88 | Robert Kubica      | Williams-Mercedes         | 1:35.281  |          |           | 18   |
| 107% tijd: 1:39.144 |    |                    |                           |           |          |           |      |
| DNQ                 | 99 | Antonio Giovinazzi | Alfa Romeo-Ferrari        | geen tijd |          |           | 19   |
| DNQ                 | 23 | Alexander Albon    | Toro Rosso-Honda          | geen tijd |          |           | Pit  |

## Wedstrijd
De race werd gewonnen door Lewis Hamilton, die zijn tweede zege van het seizoen behaalde door bij de start zijn als tweede geëindigde teamgenoot Valtteri Bottas in te halen. Sebastian Vettel eindigde als derde. Max Verstappen eindigde als vierde, terwijl Leclerc vijfde werd. Pierre Gasly werd zesde, nadat hij kort voor het einde van de race een extra pitstop maakte voor nieuwe banden om zo de snelste ronde in de race te kunnen rijden. Daniel Ricciardo behaalde op de zevende plaats zijn eerste punten voor zijn nieuwe team Renault. Racing Point-coureur Sergio Pérez finishte op de achtste plaats, terwijl Alfa Romeo-rijder Kimi Räikkönen negende werd. De top 10 werd afgesloten door Toro Rosso-coureur Alexander Albon, die als laatste uit de pitstraat moest starten nadat hij als gevolg van een zware crash in de derde vrije training een nieuw chassis nodig had.
| Pos. | No. | Coureur            | Constructeur              | Rondes | Tijd/Oorzaak uitval | Grid | Punten |
| ---- | --- | ------------------ | ------------------------- | ------ | ------------------- | ---- | ------ |
| 1    | 44  | Lewis Hamilton     | Mercedes                  | 56     | 1:32:06.350         | 2    | 25     |
| 2    | 77  | Valtteri Bottas    | Mercedes                  | 56     | +6.552              | 1    | 18     |
| 3    | 5   | Sebastian Vettel   | Ferrari                   | 56     | +13.774             | 3    | 15     |
| 4    | 33  | Max Verstappen     | Red Bull-Honda            | 56     | +27.627             | 5    | 12     |
| 5    | 16  | Charles Leclerc    | Ferrari                   | 56     | +31.276             | 4    | 10     |
| 6    | 10  | Pierre Gasly       | Red Bull-Honda            | 56     | +1:29.307           | 6    | 9S     |
| 7    | 3   | Daniel Ricciardo   | Renault                   | 55     | +1 ronde            | 7    | 6      |
| 8    | 11  | Sergio Pérez       | Racing Point-BWT Mercedes | 55     | +1 ronde            | 12   | 4      |
| 9    | 7   | Kimi Räikkönen     | Alfa Romeo-Ferrari        | 55     | +1 ronde            | 13   | 2      |
| 10   | 23  | Alexander Albon    | Toro Rosso-Honda          | 55     | +1 ronde            | Pit  | 1      |
| 11   | 8   | Romain Grosjean    | Haas-Ferrari              | 55     | +1 ronde            | 10   |        |
| 12   | 18  | Lance Stroll       | Racing Point-BWT Mercedes | 55     | +1 ronde            | 16   |        |
| 13   | 20  | Kevin Magnussen    | Haas-Ferrari              | 55     | +1 ronde            | 9    |        |
| 14   | 55  | Carlos Sainz jr.   | McLaren-Renault           | 55     | +1 ronde            | 14   |        |
| 15   | 99  | Antonio Giovinazzi | Alfa Romeo-Ferrari        | 55     | +1 ronde            | 19   |        |
| 16   | 63  | George Russell     | Williams-Mercedes         | 54     | +2 ronden           | 17   |        |
| 17   | 88  | Robert Kubica      | Williams-Mercedes         | 54     | +2 ronden           | 18   |        |
| 18   | 4   | Lando Norris       | McLaren-Renault           | 50     | Schade ongeluk      | 15   |        |
| DNF  | 26  | Daniil Kvjat       | Toro Rosso-Honda          | 41     | Schade ongeluk      | 11   |        |
| DNF  | 27  | Nico Hülkenberg    | Renault                   | 16     | Motor               | 8    |        |

S Pierre Gasly behaalde een extra punt voor het rijden van de snelste ronde.

## Tussenstanden wereldkampioenschap
Betreft tussenstanden voor het wereldkampioenschap na afloop van de race.

### Coureurs
| Positie | No. | Rijder           | Team               | Punten |
| ------- | --- | ---------------- | ------------------ | ------ |
| 01      | 44  | Lewis Hamilton   | Mercedes           | 68     |
| 02      | 77  | Valtteri Bottas  | Mercedes           | 62     |
| 03      | 33  | Max Verstappen   | Red Bull-Honda     | 39     |
| 04      | 5   | Sebastian Vettel | Ferrari            | 37     |
| 05      | 16  | Charles Leclerc  | Ferrari            | 36     |
| 06      | 10  | Pierre Gasly     | Red Bull-Honda     | 13     |
| 07      | 7   | Kimi Räikkönen   | Alfa Romeo-Ferrari | 12     |
| 08      | 4   | Lando Norris     | McLaren-Renault    | 8      |
| 09      | 20  | Kevin Magnussen  | Haas-Ferrari       | 8      |
| 10      | 27  | Nico Hülkenberg  | Renault            | 6      |

### Constructeurs
| Positie | Team                      | Punten |
| ------- | ------------------------- | ------ |
| 01      | Mercedes                  | 130    |
| 02      | Ferrari                   | 73     |
| 03      | Red Bull-Honda            | 52     |
| 04      | Renault                   | 12     |
| 05      | Alfa Romeo                | 12     |
| 06      | Haas-Ferrari              | 8      |
| 07      | McLaren-Renault           | 8      |
| 08      | Racing Point-BWT Mercedes | 7      |
| 09      | Toro Rosso-Honda          | 4      |
| 10      | Williams-Mercedes         | 0      |